# Namensbeitrag
Ein Namensbeitrag (auch Namensartikel genannt) ist ein journalistischer Beitrag, der nicht redaktionell erarbeitet wurde, sondern von einem externen, mit seinem Namen den Beitrag zeichnenden Autor bzw. von seinem Ghostwriter stammt. Für den meist prominenten Autor stellt er ein Instrument der Öffentlichkeitsarbeit dar.

## Recht
Das Urheberrecht bleibt beim Autor, der dem Medium lediglich ein Nutzungsrecht einräumt. Die presserechtliche Verantwortung liegt beim Medium, in dem der Beitrag veröffentlicht wird.

## Einordnung
Der Namensbeitrag lässt sich keiner einzelnen Darstellungsform zuordnen. Meistens handelt es sich um meinungsorientierte Darstellungsformen wie eine Kolumne, einen Kommentar oder einen Essay.

## Abgrenzung
Mit Namen werden meinungsorientierte Darstellungsformen wie Leitartikel, Editorial, Kommentare, Glossen und Essays aber auch dann veröffentlicht, wenn der Autor Mitglied der Redaktion ist. Nachrichten sind meist nicht namentlich gekennzeichnet, Reportagen hingegen schon.

## Quelle
1. ↑  Harald Felling, Clemens Lerche: Regierungswechsel - Herausforderung für die Online-Kommunikation, in: Miriam Melanie Köhler, Christian H. Schuster: Handbuch Regierungs-PR. Wiesbaden 2006, S. 378.